# NHK 스튜디오 파크

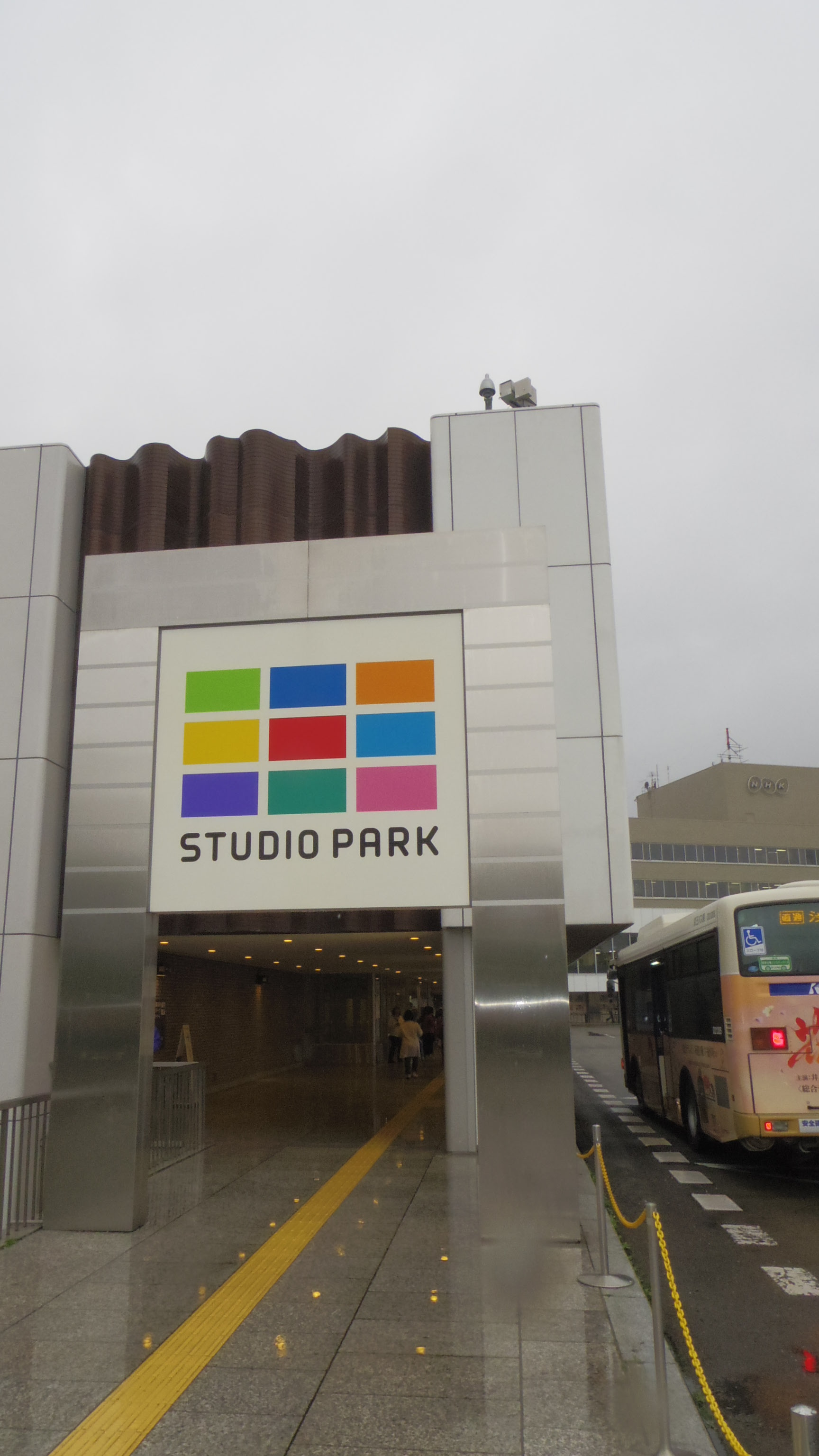
NHK 스튜디오 파크 입구

NHK 스튜디오 파크는 일본 도쿄도 시부야구 NHK 방송 센터에서 1995년 3월 70주년 기념으로, 시청자가 체험하는 형식으로 만든 시설이다. 애칭, 약칭은 스타빠이다. 입장료는 어른 200엔, 고교생 150엔 (모두 단체 할인 있음), 중학생 이하는 무료이다. 매일 "스튜디오 파크에서 안녕"등을 공개 방송한다.